# 49-es főút (Magyarország)
A 49-es számú főút Rohodtól Csengersimáig vezet, Mátészalkán keresztül.

## Nyomvonala
Rohod belterületének déli szélén ágazik ki a 41-es főútból, kevéssel annak 34. kilométere után, délkelet felé; ugyanott ágazik ki a főútból az ellenkező irányban a 4107-es út Nyírmada és Ilk irányába. Még az első kilométerének elérése előtt átlép Vaja területére, a település északi részén keresztezi a Nyíregyháza–Vásárosnamény-vasútvonalat, Vaja-Rohod vasútállomás mellett, ahova a 41 311-es számú mellékút ágazik ki belőle. A 3. kilométere előtt kiágazik belőle a 4116-os út Nyírparasznya-Ópályi felé.
A 6. kilométere után éri el Őr központját, ott kiágazik belőle Kántorjánosi-Hodász-Terem felé a 4917-es út, illetve Őr területén keresztezi az M3-as autópályát is, csomóponttal. Érinti Hodász északi határszélét, majd Jármi területén folytatódik, a község központját a 12. kilométere táján éri el, ahol beletorkollik a 4106-os út Nyírparasznya-Gyulaháza felől.
15 kilométer után éri el Mátészalka első házait; a város északi részén keresztezi a Mátészalka–Záhony-vasútvonalat, a központban beletorkollik Vásárosnamény felől a 4117-es út és kiágazik belőle Mátészalka vasútállomás és a mátészalkai autóbusz-állomás felé a 49 331-es számú mellékút, a belterület déli szélén pedig beletorkollik a Debrecentől idáig húzódó 471-es főút is. A Nyíregyháza–Mátészalka–Zajta-vasútvonal és a Mátészalka–Csenger-vasútvonal közös szakaszával párhuzamosan húzódva hagyja el Mátészalkát.
Kevéssel a 22. kilométere előtt, már Kocsord területén keresztezi a Kraszna folyását, majd végighalad a településen, közben Kocsord megállóhely térsége mellett keresztezi a vasutat. A 27. kilométere táján, Győrtelek megállóhely mellett ismét keresztezi a csengeri vonalat, majd Győrtelek nyugati részében kiágazik belőle a 491-es főút Fehérgyarmat-Tiszabecs, a déli falurészben pedig a 4922-es út Nagyecsed-Mérk irányában. A község határszélén még egy elágazása van: a 41 122-es út ágazik ki belőle Géberjén-Fülpösdaróc felé.
Ököritófülpös a következő települése, melynek központját a 34. kilométere táján éri el. Ott ágazik ki belőle a 49 336-os út Ököritófülpös megállóhelyre és a 41 124-es út Rápolt községbe, valamint ott torkollik bele a 4136-os út is, amely elvileg Cégénydányáddal és azon keresztül Fehérgyarmattal köti össze a települést, de a Szamos kompjáratának megszűnése óta csak Ököritó és Fülpös településrészek közt nyújt összeköttetést.
40 kilométer után halad át a főút Porcsalma központján, ott dél felé a 4923-as út ágazik ki belőle Tyukod és az országhatár irányában, észak felől pedig a 4138-as csatlakozik bele, Jánkmajtis irányából. Pátyod a következő települése, a 45. kilométerénél, ott is két említést érdemlő elágazása van: a 49 338-as déli irányban ágazik ki belőle a megszűnt Pátyod megállóhely kiszolgálására, a 41 142-es pedig Szamosangyalosra. Ez utóbbi községnek egy darabon a határvonalát is képezi a 49-es főút, majd egy kis szakaszon csengeri külterületen húzódik, a várost azonban elkerüli, az oda tartóknak a 4924-es útra kell letérniük, a főút 47. kilométere után.
Az 50. kilométere közelében hidalja át a főút a Szamos folyását, a túlparton pedig Szamosbecs területén folytatódik, amelynek központjában Szamostatárfalva felé lehet letérni, a 41 141-es úton. Egy szakaszon Komlódtótfalu lakatlan külterületei közt húzódik – a község lakott területeire a 49 155-ös út vezet –, utolsó négy kilométerét pedig Csengersima területén teljesíti, melynek lakott területét dél felől súrolja, illetve ott torkollik bele a 4127-es út Beregdaróc-Fehérgyarmat felől. Az országhatárnál ér véget, folytatása Szatmárnémeti felé a DN19A jelzésű romániai út.
Teljes hossza, az országos közutak térképes nyilvántartását szolgáló kira.gov.hu adatbázisa szerint 57,895 kilométer.
Tervezett tehermentesítő alternatívája az M49-es autóút.

## Települések a főút mentén
- Rohod
- Vaja
- Őr
- (Hodász)
- Jármi
- Mátészalka
- Kocsord
- Győrtelek
- Ököritófülpös
- Porcsalma
- Pátyod
- (Szamosangyalos)
- (Csenger)
- Szamosbecs
- (Komlódtótfalu)
- Csengersima

## Története
1934-ben a kereskedelem- és közlekedésügyi miniszter 70 846/1934. számú rendelete szinte a mai teljes hosszában harmadrendű főúttá nyilvánította: a Rohod és Mátészalka közti szakaszát 363-as útszámozással, a Mátészalka és Győrtelek közti szakaszt a Mátészalkától Tiszabecsig tartó 371-es főút részeként, a fennmaradó szakaszt (Pátyod keleti széléig) pedig 372-es útszámmal. Érdekesség, hogy a döntés annak ellenére született meg, hogy az útvonalnak Vaja, Jármi és Csenger térségében is hosszabb szakaszai (a rendelet alapján 1937-ben készült közlekedési térkép tanúsága szerint) még nem épültek ki. A 49-es útszámot akkor még nem osztották ki, sőt még egy ismeretlen időpontban, de feltehetőleg 1949 körül kiadott közúthálózati térképen sem szerepel ilyen útszám; a mai 49-es akkor Csengersimáig a 474-es számozást viselte.
Egy időben Csenger belvárosán és Komlódtótfalu központján keresztül, ily módon Szamosbecset elkerülve húzódott; ezt az állapotot mutatja a Kartográfiai Vállalat 1970-es kiadású, 1:525 000 léptékű Magyarország autótérképe is. Csenger és Komlódtótfalu között ugyanis évszázadokon át híd vezetett át a Szamos fölött, már Magyarország első katonai felmérésének térképe is tanúsítja, az 1780-as évek első feléből, hogy itt fahíd húzódott. Ezt 1892-ben lebontották és a következő évben, 1893. május 27-én egy, a budapesti Schlick-féle vasgyár kivitelezésében megépült, korszerű vashíddal váltották ki. Miután utóbbit 1944. október 25-én felrobbantották, néhány évig átmeneti jellegű átkelési lehetőségek fogadták itt az utazókat, de 1949. augusztus 19-étől ismét híd vezetett át a folyó felett, a 49-es főút kilométer-számozása szempontjából az 50+071 kilométerszelvénynél. Ezt a hidat 1983-ban bontották le, a hivatalos magyarázat szerint azért, mert az amúgy is többféle híd bontott elemeiből készült szerkezet az 1970-es Szamos-áradás idején komolyan megrongálódott. Csenger egykori Szamos-hídjának létezésére ma már csak a Híd utca elnevezés emlékeztet.
A csengeri híd helyett az 1980-as évek elején Szamosbecsen építettek új hidat, a főút mintegy 6 kilométeres, a várost elkerülő nyomvonal-korrekciójával. Az új híd helyének kijelölésénél lényeges szempont volt, hogy megfeleljen az áramlástani követelményeknek is – a folyó akkori aktuális állapotában és a későbbre tervezett folyószabályozás állapotában egyaránt –, illetve az út nyomvonalvezetésével szemben támasztott igényeknek is. Az ehhez lefolytatott vizsgálatok eredményeként a híd helyét úgy jelölték ki, hogy az a folyó 45,3 folyamkilométerénél merőlegesen keresztezze a Szamost és annak árterületét is. A bal parton 4x20 méter, a jobb parton 5x20 méteres nyílású ártéri szerkezet, a kettő között pedig 47,50 + 60,00 + 47,50 méteres támaszközű mederszerkezet épült, 12 méteres koronaszélességgel, úgy, hogy a híd tervezési paraméterei óránkénti 120 kilométeres haladási sebességet is megengednek.